# Virtuti Militari
| Ordinul Virtuti Militari |
| ------------------------ |
| Medalia                  |
| Bareta                   |

Ordinul Virtuti Militari (în limba latină "Pentru virtute militară") a fost creat în 1792 ca cel mai înalt ordin militar al Poloniei. Ordinul răsplătește curajul deosebit în fața inamicului și este una dintre cele mai vechi decorații militare care mai este încă în uz. Unele dintre faptele eroice recompensate de Virtuti Militari sunt identice ce cele răsplătite de ordinul britanic Crucea Victoria, Medalia de Onoare americană sau de ordinul românesc Mihai Viteazul. Ordinul Virtuti Militari este acordat pentru eroism personal sau pentru victorii remarcabile obținute de comandanți militari în fruntea unităților lor.
Ordinul a fost creat în 1792 de regele Stanislaw al II-lea al Poloniei. La scurtă vreme după crearea ordinului, statul polono-lituanian a fost distrus în împărțirile Poloniei în 1795, proces în care, puterile cuceritoarea au abolit decorația și au interzis purtarea ei. Din acel moment, ordinul a fost reintrodus, redenumit sau interzis de mai multe ori, sorta lui reflectând istoria zbuciumată a poporului polonez din acele vremuri. De-a lungul existenței sale, ordinul a fost decernat mai multor mii de soldați și ofițeri polonezi sau străini, mai multor orașe și unui vas militar. După 1989, nu s-a mai ivit prilejul pentru decernarea Virtuti Militari.

## Începuturile

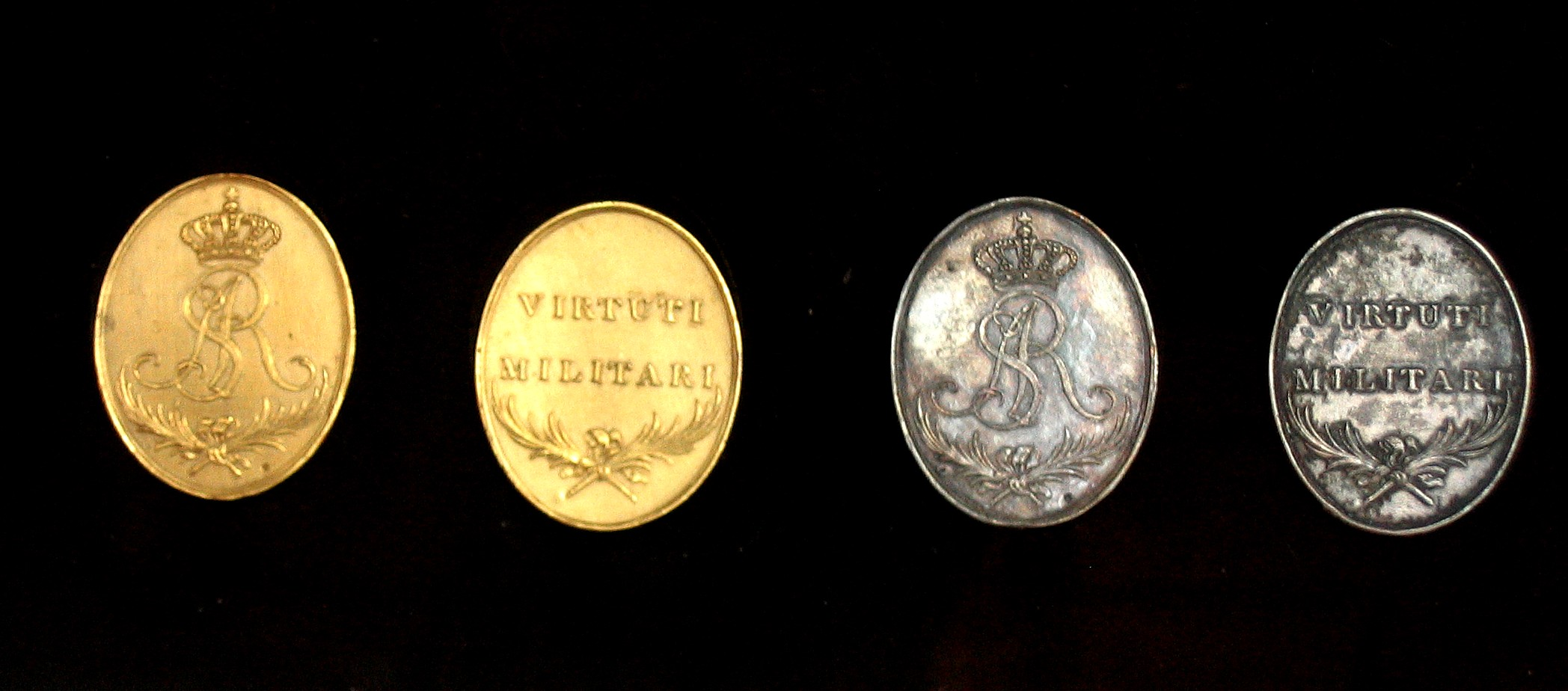
Medaliile Virtuti Militari din1792

De-a lungul istoriei, Virtuti Militari a avut aceeași soartă cu cea a Poloniei și a fost abolită și reintrodusă de mai multe ori.
Ordinul a fost creat la data de 22 iunie 1792 de regele Poloniei Stanislaw al II-lea pentru răsplătirea învingătorilor din bătălia de al Zieleńce. La început, ordinul avea două clase: clasa I, medalie de aur pentru generali și ofițeri și a II-a, o medalie de argint pentru subofițeri și soldați. În august 1792 a fost conceput și statutul decorației, care era bazat pe cel al medalia împărătesei Maria Tereza a Austriei. În timp, statutul ordinului a schimbat forma decorație de la cea de stea la cea de cruce, formă care nu s-a mai schimbat în mod substanțial. De asemenea, au mai fost introduse alte trei clase. 
| 1. Marea Cruce cu Stea | Baretă |
| 2. Crucea de Comandor  | Baretă |
| 3. Crucea de Cavaler   | Baretă |
| 4. Crucea de Aur       | Baretă |
| 5. Crucea de Argint    | Baretă |

Primii militari decorați au fost participanții la războiul polono-rus din 1792, în total 63 de ofițeri și 290 de subofițeri și soldați. Statutul ordinului nu a fost niciodată tradus în viață complet, iar, la scurtă vreme după înființarea ordinului, regele s-a alăturat Confederația de la Targowica și, pe 29 august 1792, regele a abolit decorația și a interzis purtarea ei. Toți cei purtau medalia erau alungați din armată.
Deși pe 23 noiembrie 1793 Seimul de la Grodno a reintrodus decorația, ea a fost interzisă din nou pe 7 ianuarie 1794 la insistențele împărătesei Ecaterina cea Mare. Doar un an mai târziu, statul polono-lituanian a împărtășit soarta celei mai importante decorații militare a sa și a fost anexat de vecini în timpul unei serii de partiții. Regele Stanisław August Poniatowski a abdicat în același an. În timpul domniei sale au fost decernate 526 de medalii: 440 de argint, 85 de aur și o cruce a comandantului.

## Ducatul Varșoviei
În 1806, generalul locotenent Józef Poniatowski a fost promovat în funcția de comandant suprem al tuturor forțelor Ducatului Varșoviei, statul efemer polonez aliat cu Napoleon Bonaparte. Poniatowski era decorat cu Virtuti Militari și a insistat foarte mult pentru reintroducerea decorației. În cele din urmă, pe 26 decembrie 1806, regele Saxoniei și duce al Varșoviei, Fryderyk August Wettin, a acceptat propunerea de reintroducere a ordinului Virtuti Militari ca cea mai înaltă distincție militară pentru toți militarii polonezi care luptau alături de armata franceză în războaiele napoleoniene. Numele oficial al decorație a fost schimbat în cel de Medalia militară a ducatului Varșoviei. În rândurile soldaților polonezi însă, medalia a fost în continuare cunoscută ca Virtuti Militari. Decretul regelui Saxoniei a introdus de asemenea nou sistem de clase, care nu a mai fost abolită de atunci:
1. I – Marea Cruce Cu Stea (Krzyż Wielki z Gwiazdą) pentru comandanții supremi;
2. II – Crucea Comandantului (Krzyż Komandorski) pentru comandanții de divizii;
3. III – Crucea Comandantului (Krzyż Kawalerski) pentru generalii de brigadă, colonei și maiori;
4. IV – Crucea de Aur (Krzyż Złoty);
5. V – Crucea de Argint (Krzyż Srebrny).

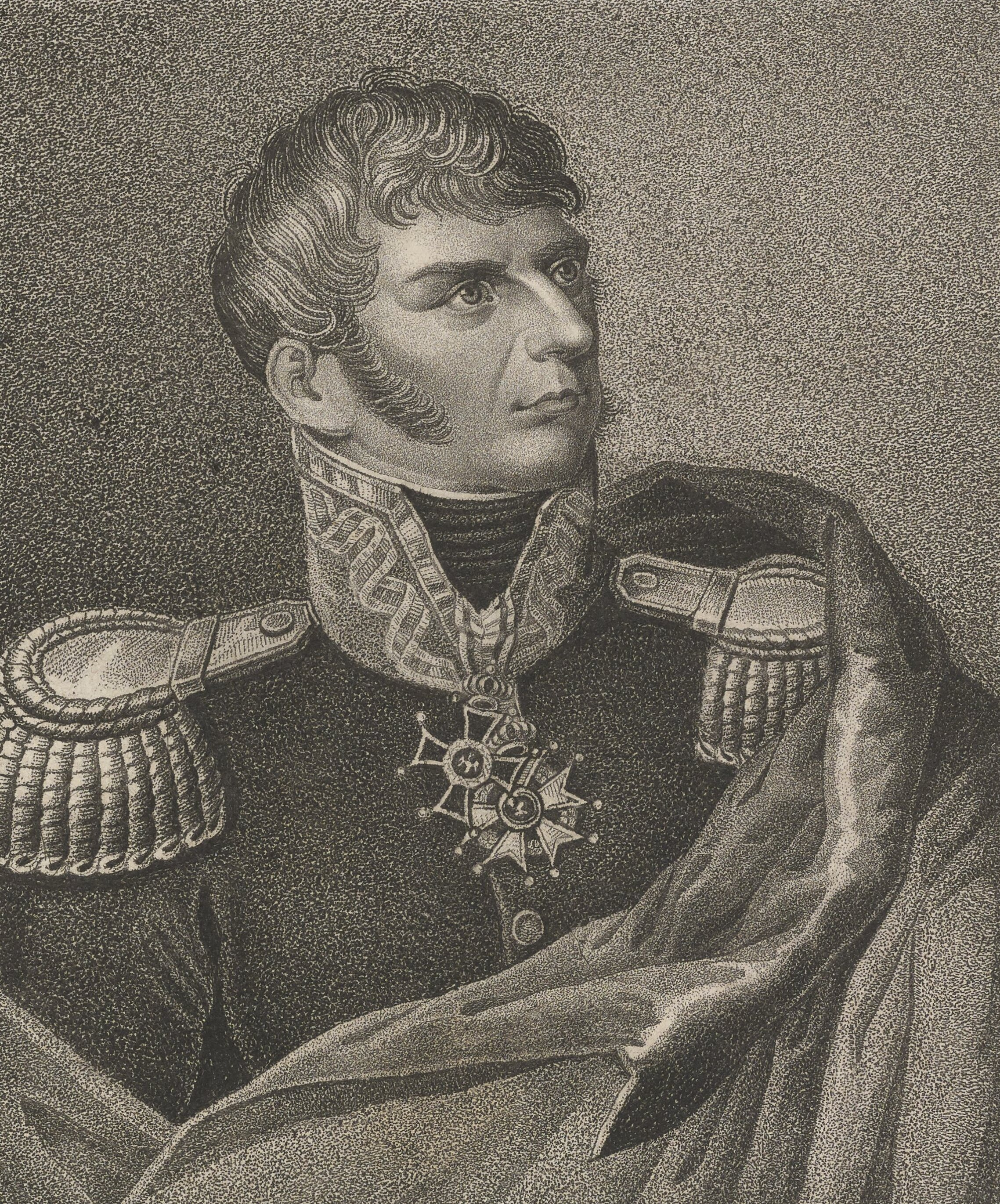
Józef Chłopicki

La început, fiecare comandant de armată avea o cotă de Ordine Virtuti Militari care să fie conferite soldaților. În scurtă vreme însă, sistemul a fost modificat, ordinul fiind decernat în mod centralizat pentru acte individuale de curaj și vitejie soldaților nominalizați de comandanții lor. În conformitate cu decretul din 10 octombrie 1812, fiecare soldat sau subofițer decorat cu Crucea de Aur sau Crucea de Argint, avea dreptul să primească un salariu anual până la înaintarea la un grad ofițeresc sau, dacă era demobilizat sau trecut în rezervă, pe toată durata vieții. În plus, în timpul războaielor napoleoniene s-a fixat tradiția ca cei decorați cu Virtuti Militari să primească ordinul în fața frontului unității din care făceau parte. Între 1806 – 1815 au fost decernate 2.569 de ordine soldaților polonezi care au luptat pe diferite fronturi, de la Santo Domingo până în Imperiul Rus și din Italia până în Spania.
În această perioadă au fost decorați cu Virtuti Militari personalități precum generalul Jan Henryk Dąbrowski (1755–1818), organizatorul „Legiunilor poloneze din Italia” și generalul Józef Chłopicki (1771–1854). Pe 20 mai 1809, sergentul Joanna Żubr a devenit prima femeie care a primit Virtuti Militari (clasa a V-a) pentru participarea sa la asaltul de la Zamość.

## Polonia Congresului
În 1815, în timpul Congresului de la Viena, marile puteri europene au reorganizat continentul după încheierea războaielor napoleoniene. Ca urmare a acestei redesenări a hărții politice a continentului, a fost creat Regatul Poloniei, cunoscut și sub numele de „Polonia Congresului”. Acest stat, care avea doar o zecime din suprafața fostei uniuni polono-lituaniene și doar o cincime din populația ei, era legat printr-o uniune personală cu Imperiul Rus. În Polonia Congresului, Virtuti Militari a fost redenumită „Medalia Militară Poloneză” (Medal Wojskowy Polski). Au fost păstrate atât statutul ordinului Virtuti Militari cât și privilegiile asigurate celor decorați. A fost creată o comisie specială care să se ocupe de acordarea ordinului veteranilor campaniilor napoleoniene din 1812, 1813 și 1814. Până în 1820 au mai fost decernate 1.213 de ordine. Printr-un decret regal de pe 5 iunie 1817, toți cei decorați cu Crucea de Aur au fost înnobilați.
În acele vremuri, Regatul Poloniei era una dintre puținele monarhii constituționale ale Europei. Împăratul Rusie era din punct de vedere legal regele Poloniei. Polonia avea una dintre cele mai liberale constituții ale Europei secolului al XIX-lea, deși era foarte diferită de Constituția Poloneză din 3 mai a fostei uniuni statale polono-lituaniene. Aspirațiile polonezilor pentru libertate și pentru păstrarea privilegiilor au fost sursă de fricțiune pentru relațiile polono-ruse. Principala problemă era aceea că țarii, care dețineau puterea absolutistă în Rusia, doreau să nu aibă niciun fel de îngrădire a puterii lor și în Polonia. Când în 1825, țarul Nicolae I a refuzat să accepte coroana de rege al Poloniei, dar a încercat să limiteze libertățile polonezilor, Seimul (parlamentul polonez) a hotărât să retragă țarilor dreptul de a mai fi numiți regi ai Poloniei. În momentul în care a izbucnit Insurecția de noiembrie, țarul a reacționat dur, trimițând trupele ruse pentru înăbușirea mișcării poloneze.
După izbucnirea revoltei împotriva Rusiei, Seimul a dat un decret pe 9 februarie 1831 prin care Ordinul Virtuti Militari și-a reprimit numele original. Între lunile martie și octombrie ale aceluiași an, au fost decorați 3.863 de soldați, printre aceștia aflându-se și trei femei, care au primit Crucea de Argint.
După înfrângerea insurecției, țarul Nicolae I a abolit decorația și a interzis purtarea ei. Pe 31 decembrie, Virtuti Militari a fost înlocuită cu „Semnul Polonez al Onoarei”, o copie exactă a crucii originale, acordată doar rușilor pentru servicii aduse autorităților țariste.

## Republica Polonia
După ce Polonia și-a recăpătat independența în 1918, a fost proclamată A doua Republică Poloneză. Noul Seim a reintrodus Virtuti Militari pe 1 august 1919 cu numele oficial de „Ordinul Militar Virtuti Militari” (Order Wojskowy Virtuti Militari). A fost votat un nou statut al decorației și a fost readoptat sistemul de clase de pe vremea Ducatului Varșoviei. În conformitate cu noul statut, crucile fiecărei clase puteau fi acordate diferitelor clase de soldați și pentru diferite merite:
- Marea Cruce cu Stea, clasa I – pentru comandantul care obține o victorie într-o bătălie de importanță strategică, care duce la înfrângerea totală a inamicului, sau pentru o luptă de apărare încununată de succes, care decide soarta unei campanii.
- Crucea Comandantului, clasa a II-a – pentru comandantul care obține o victorie tactică importantă, sau pentru o luptă de apărare încununată de succes a unei poziții dificile.
- Crucea Cavalerului, clasa a III-a – pentru ofițerii, subofițerii și soldații obișnuiți, decorați deja cu Crucea de Aur, pentru acte de vitejie remarcabilă sau pentru conducerea remarcabilă în luptă a trupelor de sub comanda sa.
- Crucea de Aur, clasa a IV-a – pentru ofițerii care-și comandă trupele din subordine cu vitejie și curaj remarcabile și pentru subofițerii și soldații de rând care au fost deja decorați cu Crucea de Argint pentru acte de vitejie remarcabile pe câmpul de luptă.
- Crucea de Argint, clasa a V-a – pentru ofițerii, subofițerii și soldații de rând pentru acte de vitejie remarcabile pe câmpul de luptă.

Fiecare militar decorat, indiferent de grad sau funcție, primea un salariu anual în valoare de 300 zloți. De asemenea, militarii decorați aveau și alte privilegii, precum dreptul de preemțiune la cumpărarea unor terenuri aflate în proprietatea statului sau prioritatea la obținerea unui post de stat. Copii acelorași militari primeau puncte suplimentare în timpul examenelor la școlile de stat de toate nivelurile. Subofițerii și soldații de rând aveau dreptul să fie înaintați la gradul imediat superior și iar cei care aveau același rang militar erau obligați să-i salute.

Stema orașului Lwów. În partea inferioară se vede Ordinul Virtuti Militari

Noul capitol (Kapituła Orderu Virtuti Militari) al decorație cuprindea 12 persoane, în frunte cu mareșalul Józef Piłsudski, singurul polonez în viață decorat cu Marea Cruce cu Stea. Ordinul Virtuti Militari era sărbătorit cu ocazia zilei naționale – 3 mai.
Pe 22 ianuarie 1920, pentru a comemora aniversarea izbucnirii Insurecției din ianuarie, au fost decorați cu noua serie a Ordinului VIrtuti Militarii primii soldați și ofițeri pentru faptele lor de vitejie din timpul primului război mondial și al celui polono-ucrainean. Până în 1923, când s-a încetat decernarea noilor medalii, au fost decorați 6.589 de militari. Cei mai mulți decorați erau veterani ai războiului polono-sovietic, dar și alți veterani ai războaielor începutului secolului al XX-lea, sau ai insurecției din ianuarie. Au fost decorate cu Crucea de Argint două orașe (Lwów și Verdun) și 14 drapelele de luptă ale 14 regimente de infanterie, 6 de cavalerie, un batalion de geniști, o unitate de servicii auxiliare deservite de femei și a 12 unități de artilerie.
Pe 24 noiembrie 1922 a fost deschisă o nouă listă de decorare pentru timp de pace. În 1923 a fost decernată ultima medalie unor veterani ai primului război mondial și al celui polono-sovietic, după care acordarea de Virtuti Militari a încetat. Pe 25 martie 1933, Seimul a votat o nouă lege a Ordinului Virtuti Militari (Ustawa o Orderze Virtuti Militari) prin care era modificată forma tuturor crucilor și se extindeau privilegiile veteranilor ordinului, modificând legea din 1919. Astfel, toți cei decorați cu Virtuti Militari au avut dreptul să cumpere bilete de tren cu o reducere de 80%, statul plătea pentru îngrijirea sănătății lor și se obliga să le asigure slujbe care să le permită un trai decent. Invalizii de război urmau să primească bani, hrană și îmbrăcăminte pentru tot restul vieții. În plus, salariul anual de 300 de zloți nu era impozitat și tribunalele nu puteau pune sechestru pe acest venit de merit. În același timp, criteriile pentru acordarea ordinului au devenit mai stricte.

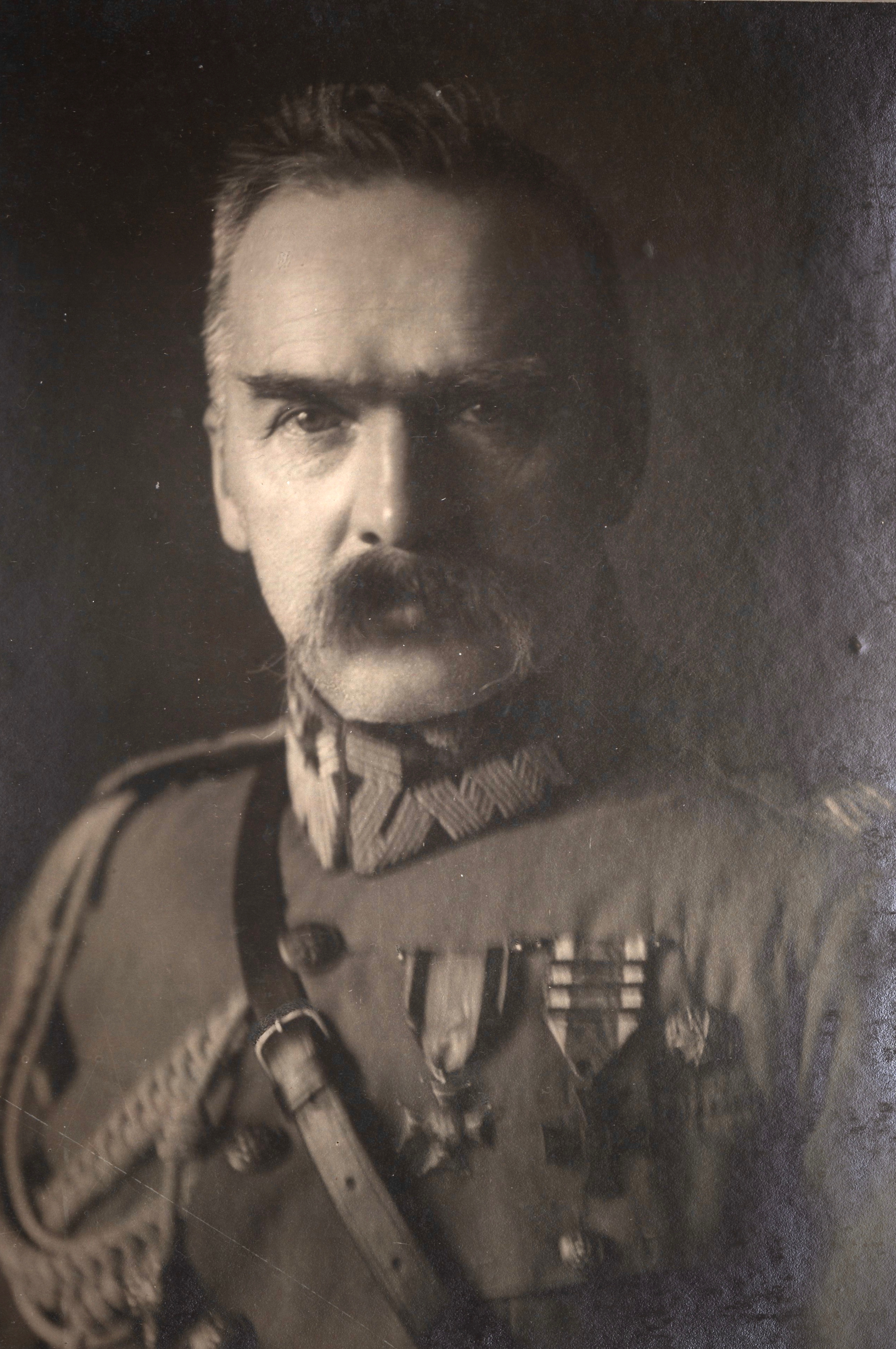
Józef Piłsudski

Crucea de Argint putea fi de acum acordată de acum și unităților militare, orașelor și civililor. Toate medaliilor claselor Ordinului erau acordate de comandantul suprem în timp de război sau de foștii comandanți supremi după încheierea ostilităților.

## Al doilea război mondial
În timpul războiului de apărare din 1939, înaintarea rapidă germano-sovietică a împiedicat autoritățile să acorde Ordinul Virtuti Militari, teritoriul polonez fiind ocupat de inamici după numai cinci săptămâni de la declanșarea atacului. Comandanții de divizii și brigăzi au obișnuit să-și decoreze folosind propriile lor medalii căpătate în perioada antebelică. Astfel, Regimentul 18 pomeranian a fost decorat cu Ordinul Virtuti Militari a generalului Stanisław Grzmot-Skotnicki pentru lupta plină de bravură din prima zi a războiului – 1 septembrie 1939.
După înfrângerea Poloniei din 1939, o mare parte a armatei a fost evacuată în Franța, unde a fost refăcută sub comanda generalului Władysław Sikorski. În ianuarie 1941, guvernul polonez în exil a proclamat introducerea Ordinului Virtuti Militari ca cea mai înaltă decorație militară a sa. Baza legală pentru acest decret a fost legea din 1933. În timpul celui de-al doilea război mondial, Virtuti Militari a fost acordat mai multor ofițeri superiori Aliați, printre care Bernard Montgomery, Dwight D. Eisenhower, Jean de Lattre de Tassigny și Gheorghi Jukov.

## Republica Populară Polonă
Armatele poloneze formate pe teritoriul Uniunii Sovietice, care au participat la luptele de pe frontul de răsărit au fost decorate de asemenea cu Ordinul Virtuti Militari. Pe 11 noiembrie 1943, generalul Zygmunt Berling a decorat 16 veterani ai bătăliei de la Lenino cu Crucea de Argint. Pe 22 decembrie 1944, Comitetul Polonez de Eliberare Națională (Polski Komitet Wyzwolenia Narodowego), sprijinit de sovietici, a emis un decret prin care accepta ca Ordinul Virtuti Militari să fie cea mai înaltă decorație a Armatei I poloneze din cadrul Armatei Roșii și a mișcări procomuniste de rezistență Armia Ludowa.

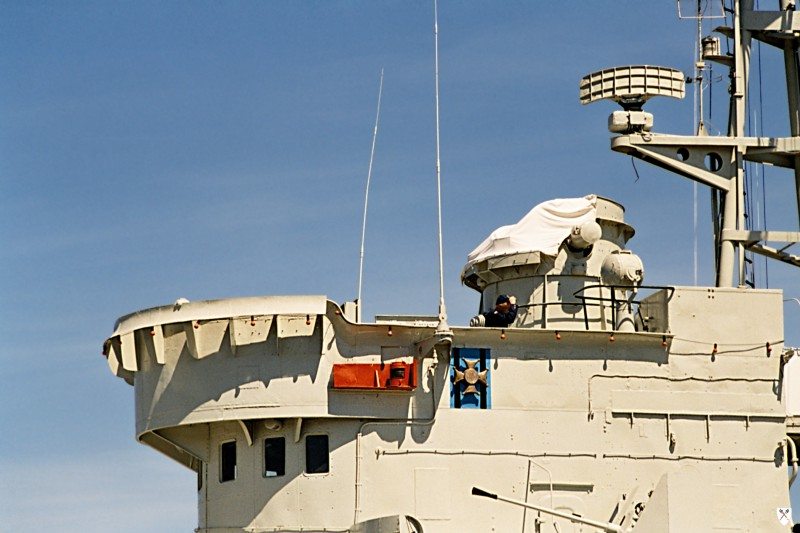
Duneta distrugătorului polonez ORP Błyskawica, vas militar decorat cu Virtuti Militari.

Deși decretul Comitetului Polonez de Eliberare Națională (PKWN) era bazat pe legea Seimului din 1933, dreptul exclusiv pentru decorarea soldaților era asigurat Radei Naționale de Stat (Krajowa Rada Narodowa – corpul legiuitor al guvernării comuniste poloneze formate pe teritoriul URSS). După 1947, dreptul de decorare a soldaților a fost acordat președintelui republicii și, după desființarea postului și înlocuirea acestuia cu „Consiliul de Stat”, dreptul de decorare a soldaților a fost acordat acestui organ colectiv de conducere. Între 1943 și 1989, autoritățile comuniste de la Varșovia au acordat 5.167 de Ordine Virtuti Militari mai multor persoane și organizații. Unele dintre ordine au fost acordate ofițerilor Armatei Roșii sau altor armate aliate cu URSS în timpul celui de-al doilea război mondial și în perioada postbelică.
Printre cei decorați cu Virtuti Militari au fost distrugătorul ORP Błyskawica și mai multe unități militare.

## Republica Polonia (după 1989)
După căderea comunismului în 1989, noile autorități au cercetat condițiile de acordare a Ordinului în timpul existenței RPP. Pe 10 iulie 1990, președintele Poloniei Wojciech Jaruzelski a retras Marea Cruce acordată lui Leonid Brejnev în 1974.
Pe 16 octombrie 1992, Seimul Republicii Polonia a votat o nouă lege a Ordinului, care se baza pe actul din 1933. 
Acestă lege recunoștea drepturile interzise de autoritățile comuniste, dar recunoșteau toate decorațiile acordate atât de guvernul în exil cât și de cel comunist.
În 1995, președintele Aleksander Kwaśniewski a retras ordinul acordat președintelui KGB Ivan Serov, acuzat de moartea a mii de polonezi. În 2006, președintele Lech Kaczyński a retras ordinul acordat lui Wincenty Romanowski, acuzat că ar fi torturat luptători anticomuniști.
Nu s-au mai acordat Ordine Virtuti Militari după anul 1989, iar parlamentul polonez a hotărât ca să nu se mai acorde decorații după cinci ani de la încheierea unui conflict.